# Agapetus tapaiacus
Agapetus tapaiacus is een schietmot uit de familie Glossosomatidae. De soort komt voor in het Palearctisch gebied.